# Васил Гуджев
Васил Гуджев е български футболист, полузащитник, който се състезава за Ботев (Пловдив). Гуджев е юноша на Локомотив Пловдив, но както обикновено се случва той не получава шанс в Локомотив (Пловдив) и се мести в частната школа Ботев 2002, където се превръща в основен играч и се прехвърля в Спартак (Пловдив). Започва да тренира и с мъжкия състав, но не записва минути за мъжете. През лятото на 2010 г. е привлечен в Ботев (Пловдив), където прави дебюта си в мъжкия футбол. Гуджев за кратко време се превръща в титуляр за Ботев и любимец на публиката със сърцатата си игра и постоянното си раздаване на терена. Интересно е, че Гуджев е играл в защита в юношеските си години най-вече като бек, а играе като дефанзивен халф в Ботев. През първия полусезон в Източната Б група той получава все по-рядко шанс за изява с оглед на сериозната конкуренция в отбора и на 7 декември заедно със Светослав Асенов и Румен Тинков беше освободен от тима. Играе за Атлетик (Куклен).